# Braniewo
Braniewo (in tedesco: Braunsberg, nome della città fino al 1945, in lituano: Branevas, in latino: Brunsberga) è una città nella Polonia nordorientale nel voivodato della Varmia-Masuria, con una popolazione, nel 2004, di circa 18 000 abitanti. Situata a circa 5 chilometri dalla laguna della Vistola, sul fiume Pasłęka, è a circa metà strada tra Danzica e la città russa di Kaliningrad.

## Storia
Nel periodo delle crociate del Nord e della cristianizzazione della Prussia, i cavalieri dell'Ordine Teutonico conquistarono (nel 1240 circa) un villaggio di nome Brusebergue, costruendo una nuova città al di sopra di esso sul fiume Pasłęka. Il nome della città venne quindi modificato in Braunsberg, con significato di montagna marrone: l'etimologia potrebbe essere legata a una germanizzazione del nome polacco oppure a San Bruno di Querfurt, martirizzato nelle vicinanze.
Nel 1243 la città e la regione di Varmia venne donata dai cavalieri al neonato vescovado di Varmia, il cui vescovo ne fece costruire la cattedrale, rendendola la sua residenza. Nel 1254 venne resa città, secondo le leggi di Lubecca, per essere pochi anni dopo (1261) distrutta e spopolata da una seconda rivolta degli abitanti originari. Nel 1273 venne ricostruita in un diverso sito, abitata da una popolazione d'origine di Lubecca; la nuova Braunsberg venne rinominata città, sempre secondo le stesse leggi, nel 1284. Dopo pochi anni, il vescovo di quel periodo trasferì il capitolo a Frombork, dove rimase fino al XX secolo.
Nel 1296 si costruì un'abbazia francescana: circa 50 anni dopo venne iniziato un nuovo quartiere, che è tutt'oggi chiamato Neustadt oppure Nowe Miasto, che significa città nuova; successivamente divenne un membro tra i più ricchi e prosperosi della Lega Anseatica. Fu parte fino al 1466 dello Stato Monastico dei Cavalieri Teutonici, anno in cui, in seguito al trattato di Torùn che mise fine alla guerra dei tredici anni, passò al regno di Polonia, come parte di una provincia, autonoma fino al 1569, la Prussia Reale: nel 1487 dovette sottostare a un assedio polacco.
Durante il regno del duca Alberto nel confinante ducato di Prussia, una gran parte della popolazione di Braniewo si convertì al luteranesimo protestante. Il duca tentò di unire il suo territorio alla Varmia e questo portò i cattolici rimasti in città a giurare fedeltà al re di Polonia in cambio d'aiuto contro la Prussia protestante. Nel 1526 una commissione reale polacca liberò gli abitanti di Braniewo dal giuramento al re e riconsegnò la città al principe-vescovo Mauritius Ferber, che ebbe la fiducia del popolo, pur dovendo denunciare gli insegnamenti luterani e consegnare gli scritti appartenenti a questa religione.

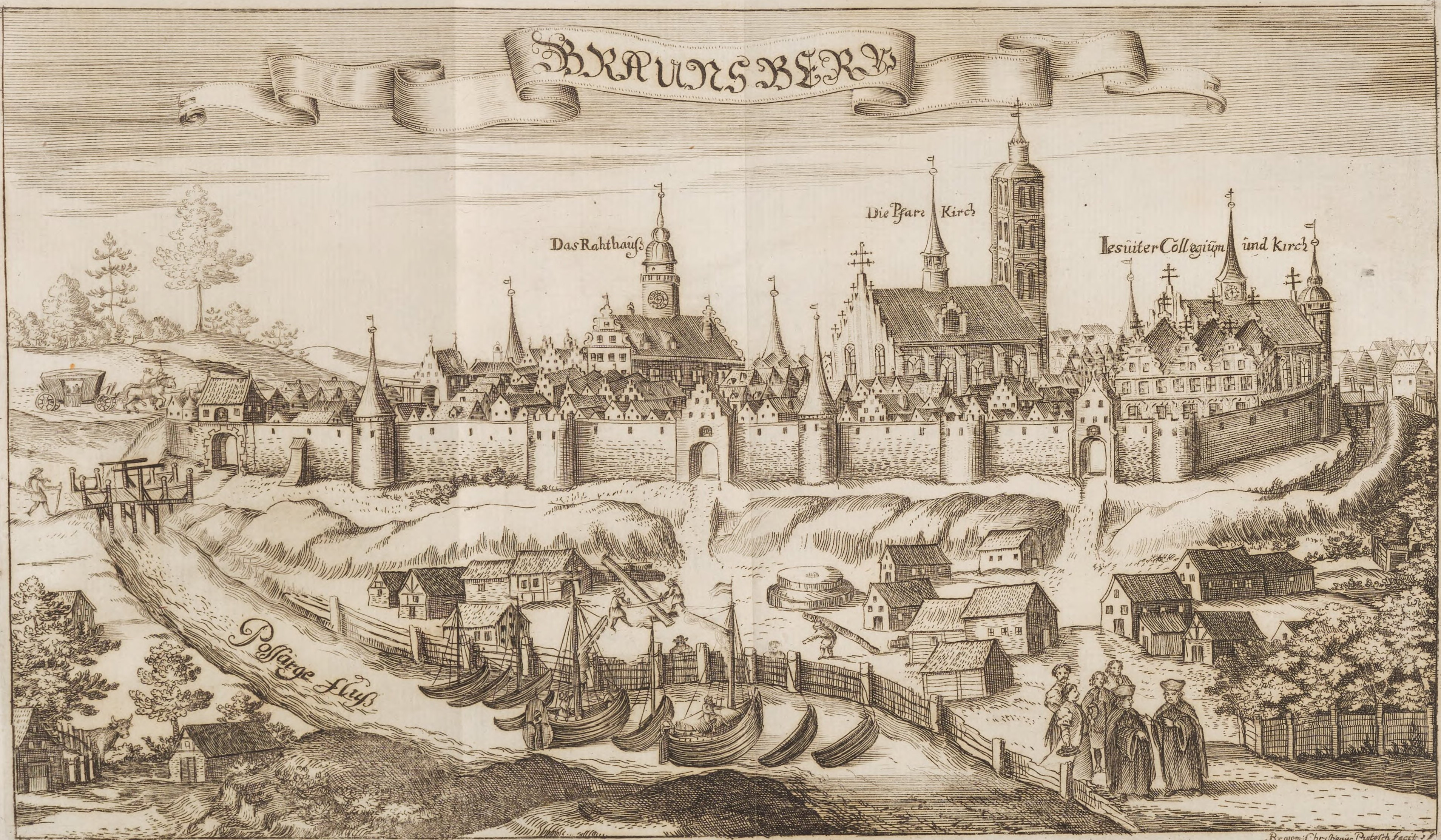
Braniewo nel 1684

La città soffrì le conseguenze della guerra e la torre campanaria non fu ricostruita fino al 1544, quando il principe vescovo Johannes Dantiscus acquistò 20 zentner di rame, che poterono essere pagati solo con rate annuali di 100 marchi. Fino al 1557, inoltre, Braniewo non fu in grado di inviare i propri rappresentanti ai congressi della lega anseatica a Lubecca. Subito dopo, ci fu l'inizio della prima guerra del nord, e la città fu occupata dagli svedesi per alcuni anni.
Gli insegnamenti luterani divennero nuovamente molto seguiti durante il periodo di regno di Stanislao Osio, per essere nuovamente allontanati quando il vescovo invitò ed accettò la Compagnia di Gesù i cui proseliti fondarono una scuola. All'istituto venne aggiunto un seminario nel 1564 e un secondo da papa Gregorio XIII per gli stati dell'Europa dell'est. Un abitante della città, Regina Protmann, fu anche colei che fondò l'ordine religioso di santa Caterina, riconosciuto dalla Chiesa nel 1583.

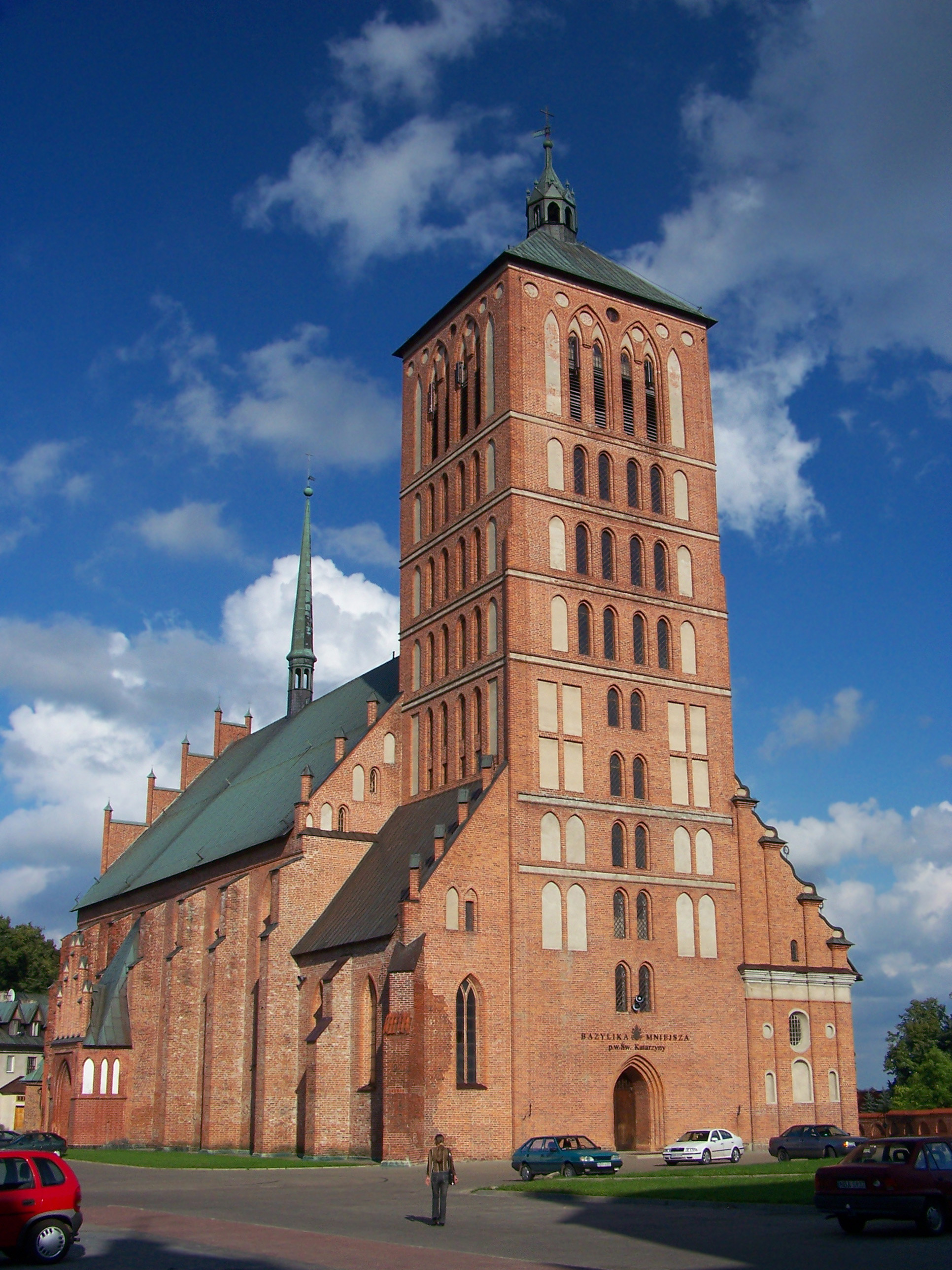
La basilica

La popolazione, etnicamente tedesca, politicamente polacca e quasi totalmente cattolica fu annessa nel 1772 al regno di Prussia, principalmente protestante, durante le spartizioni della Polonia e resa una semplice provincia della Prussia orientale l'anno seguente.
Una connessione ferroviaria unì Braniewo al resto del mondo nel 1852: dopo un ventennio, divenne parte integrante dell'Impero tedesco a seguito della unificazione della Germania, guidata dalla Prussia. 
Situata nei pressi di Königsberg, fu il principale centro accademico della regione prussiana, e nel 1912 quello che era il collegio gesuita divenne la base dell'accademia di stato della città.
Durante la seconda guerra mondiale, venne conquistata dall'Armata Rossa sovietica, patendo una pesante distruzione e il seguente saccheggio: gli abitanti di origine tedesca vennero evacuati prima dell'arrivo dell'armata oppure uccisi durante i combattimenti o ancora esiliati ad ovest al termine del conflitto, momento in cui, secondo la conferenza di Potsdam, la città venne passata sotto l'amministrazione polacca. Rimase invece ad assistere i poveri e i malati, un gruppo di quindici suore (oggi beate) che vennero violentate e trucidate dall'Armata Rossa.
Nel 2001, la chiesa di santa Caterina, che era stata costruita nel 1346 sui resti di una precedente chiesa lignea del 1280, distrutta verso la fine del conflitto, e ricostruita dopo il 1979, venne dichiarata basilica.

### Assedi della città
Comunità urbane e rurali: 
- Bobrowiec (Klein Amtsmühle)
- Garbina (Willenberg)
- Gronowo (Grunau)
- Grzechotki (Rehfeld)
- Jarocin (Herzogswalde)
- Klejnowo (Klenau)
- Krasnolipie (Schönlinde)
- Krzewo (Hohenwalde)
- Mikołajewo (Blumberg)
- Nowa Pasłęka (Neu Passarge)
- Pęciszewo (Waltersdorf)
- Podgórze (Huntenberg)
- Rodowo (Radau)
- Rogity (Regitten)
- Rusy (Rossen)
- Stępień (Stangendorf)
- Szyleny (Schillgehnen)
- Świętochowo (Sonnenstuhl)
- Wola Lipowska (Breitlinde)
- Zakrzewiec (Vogelsang)
- Zawierz (Zagern)
- Żelaczna Góra (Eisenberg)

Località minori: Bemowizna (Böhmenhöfen), Brzeszczyny (Schwillgarben), Cielętnik (Kälberhaus), Chruściel (Tiedmannshof), Działy (Albertshof), Elżbiecin (Lisettenhof), Glinka (Hermannshof), Goleszewo (Wilhelmshof), Grodzie, Gronówko (Grunenfeld), Grzędowo (Rödersdorf), Józefowo (Josephsau), Kalina (Kayling), Kalinówek (Einigkeit), Kiersy (Kirschdorf), Klejnówko (Gut Klenau), Lipowina (Lindenau), Maciejewo (Maternhöfen), Marcinkowo (Anticken), Młoteczno (Hammersdorf), Podleśne (Vorderwalde), Prątnik (Marienfelde), Prętki (Marienhöhe), Rudłow (Rodelshöfen), Rydzówka, Różaniec (Rosenort), Stara Pałęka (Alt Passarge), Strubiny (Strauben), Ujście (Pfahlbude), Ułowo (Auhof), Wielewo (Fehlau), Wikielec (Winkelsdorf), Wilki (Birkenau), Zgoda (Gerlachsdorf).

## Vie di comunicazione
La città di Braniewo è capolinea della sezione attualmente realizzata di un sentiero a lunga distanza europeo che parte dalla città di Hendaye in Francia; il sentiero europeo del litorale dovrebbe collegare Cabo de San Vicente in Portogallo a Narva-Jõesuu in Estonia, con un tragitto programmato di circa 5000 chilometri.